# Карагур
Карагур (кирг. Карагур) — село в Кара-Сууском районе Ошской области Кыргызстана. Входит в состав Папанского айылного аймака.

## География
Село расположено в западной части области, на правом берегу реки Ак-Буура, на расстоянии приблизительно 75 километров (по прямой) к юго-юго-востоку от города Кара-Суу, административного центра района.

## Население
Согласно оценочным данным Национального статистического комитета Кыргызской Республики, численность населения села на начало 2023 года составляла 645 человек.
| год     | 2009 | 2014 | 2015 | 2020 | 2021 | 2023 |
| ------- | ---- | ---- | ---- | ---- | ---- | ---- |
| человек | 425  | 562  | 594  | 645  | 621  | 645  |